# Echelus
Echelus – rodzaj ryb promieniopłetwych z podrodziny Ophichthinae w obrębie rodziny żmijakowatych (Ophichthidae).

## Rozmieszczenie geograficzne
Do rodzaju należą gatunki występujące w wodach wschodniej części Oceanu Atlantyckiego, w Morzu Śródziemnym oraz Indo-Pacyfiku.

## Morfologia
Długość ciała do 100 cm; brak danych dotyczących masy ciała.

## Systematyka
Rodzaj zdefiniował w 1810 roku francusko-amerykański przyrodnik Constantine Samuel Rafinesque w publikacji własnego autorstwa poświęconej opisowi nowych rodzajów i nowych gatunków zwierząt i roślin żyjących na Sycylii. Gatunkiem typowym jest (późniejsze oznaczenie) echel (E. myrus).

### Etymologia
- Echelus: prawdopodobnie wariant pisowni gr. εχις ekhis, εχεως ekheōs ‘żmija’[7].
- Myrus: gr. mυros muros ‘gatunek węgorza morskiego’[7]. Gatunek typowy (oznaczenie monotypowe): Muraena vulgaris Kaup, 1856 (= Muraena myrus Linnaeus, 1758).

### Podział systematyczny
Do rodzaju należą następujące gatunki:
- Echelus myrus (Linnaeus, 1758) – echel[8]
- Echelus pachyrhynchus (Vaillant, 1888)
- Echelus polyspondylus McCosker & Ho 2015.
- Echelus uropterus (Temminck & Schlegel, 1846)